# Células amácrinas starburst
As células amácrinas starburst são um tipo de células amácrinas encontradas na retina. Esses interneurônios são capzes de co-liberar acetilcolina e GABA .